# 腕挫腋固

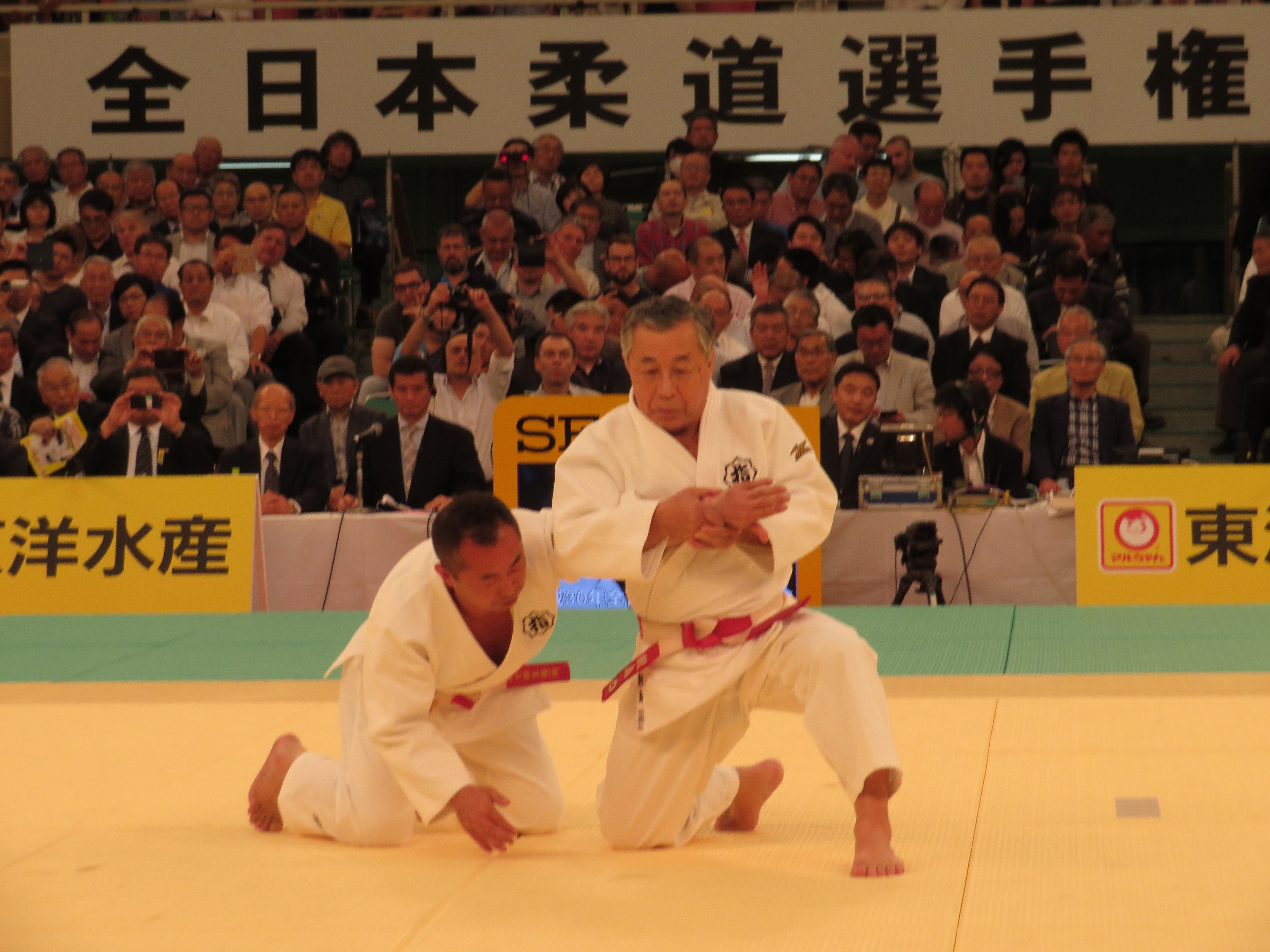
柔道形 極の形 居取 両手取での腕挫腋固の基本形。

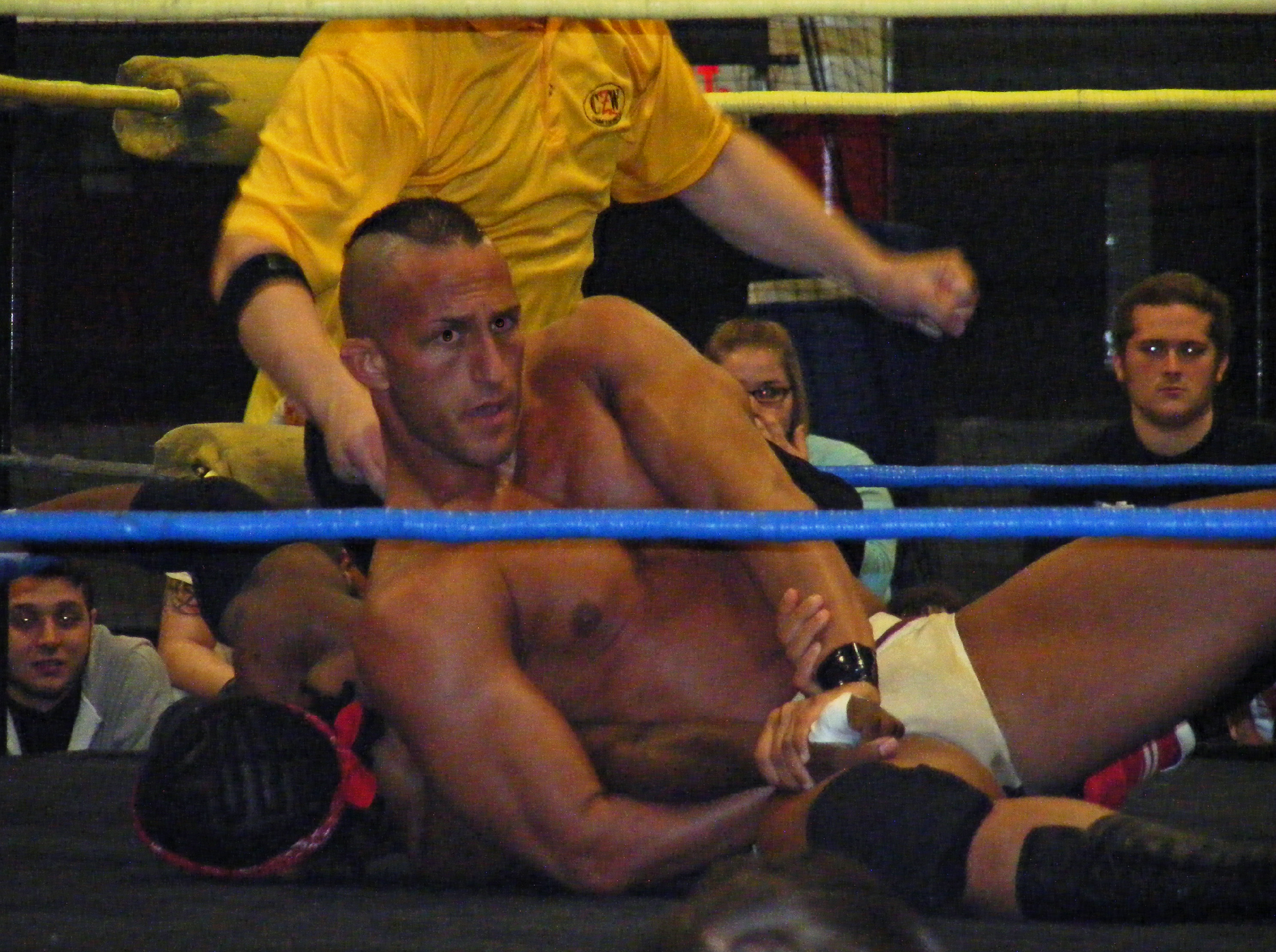
腕挫腋固の基本形を仕掛けるプロレスラーのトマソ・チャンパ。

腕挫腋固（うでひしぎわきがため）は、柔道、柔術、合気道、プロレス、総合格闘技における関節技の一種である。腋の下で相手の腕を抑えるか、制するかし肘を極める技であり、寝技、立ち関節技で使用される。講道館や国際柔道連盟 (IJF) での正式名。IJFにおける別正式名は腋固（わきがため）、U.H. waki-gatame。IJF略号WAK。脇は「脇腹」の「わき」で誤字だが「腋」の代わりによく使用されている。

## 概要
基本形は右手で相手の左手首を取り引いて、相手の左腕を一直線にするようにして右腋で左上腕を挟む。最終的には両手で相手の左手首をとり、力点とする。自分の右腋のあたりを支点として相手の左上腕に体重をかける。支点をどこに設定するかによって肩、もしくは肘関節、あるいは、その両方を極めることができる。これは相手と頭上の向きが同じ場合だが反対の場合もある。つまりは右腋で相手の右腕を極める場合もある。または肘は伸ばさないで捻って極める場合もある。手首を持つ手は片手の場合もある。
プロレスでは藤原喜明が名手として知られている。腋固をかけられた選手が前転して技から逃げようとする場合があるが、藤原はそうして逃げようとする選手を「バカな奴」と批判している。理由は「腕を取られていることに変わりはないので、そのままアームロック（肩袈裟固からの腕挫腕固）に移行されるから」。
別名は腕挫体固（うでひしぎたいがため）、閻魔（えんま）、アームピット・アームバー、左腕挫、合気道での別名は第六教、六ヶ条、肘締め、肘極め、プロレスでの別名は脇固め、フジワラ・アームバー。
基本形とラ・ミスティカと閂は腋で相手の上腕もしくは肩辺りを抑えるが、それ以外の多くの腕挫腋固は片閂を利用し腋で相手の手首もしくは前腕を制する。
腕挫手固の一部の技は腋や脇腹を使用したり極めるわけではないが、受の形態が腕挫腋固の基本形に似ているため「脇固め」、「腋固め」、「フジワラ・アームバー」が名称に入ったり、誤って決り技を「腕挫腋固」、「腋固」などと発表されることがある。ブリッジング・フジワラ・アームバー、羽根折り腋固め、変型羽根折り腋固めなどの例がある。

## バリエーション

### 立ち姿勢での基本形の腋固

イラストによる柔道形 極の形 立合 両手取での立ち姿勢での腕挫腋固の基本形。

腕を取りながら倒れこみ基本形を極めるというパターンが知られている。柔道家の工藤一三によると松永満雄の立ち姿勢からの倒れ込む腋固は強力で定評があった。プロレスにおいては藤原喜明はラリアットをかいくぐっての腋固、ブレーンバスターをかけられようとするところからの腋固など立ち姿勢での返し技としても用いている（フェイント的に自分からブレーンバスターをしかけて移行することもある）。
柔道における講道館ルールでは立ち姿勢から腕挫腋固等を施す場合には立ち関節技として成立する。しかし、そのまま一挙に体を捨ててとった場合、1975年6月10日付けで警告または反則負けとなった。IJFルールの2018年～2020年版以前のルールでは、立ち姿勢から立ったまま極めれば立ち関節技として成立する。しかし技を掛けるか又は掛けようとしながら、畳の上に直接倒れることをした場合、反則負けとなる。IJFルールの2018年～2020年版においては全ての立ち関節技が禁止技となり、立技において関節技、もしくは絞技を施したときに「待て」となり「指導」対象となる。IJFルールでは立ったまま極める腋固も困難になった。講道館館長の上村春樹は、蟹挟と体を捨てる腕挫腋固が禁止技となったせいで、片手だけで組んで技をかける変則変形柔道が増えている、との意見を持っている。
1994年全日本柔道選手権大会決勝戦では金野潤と吉田秀彦の立ち姿勢での基本形の腋固合戦が話題となった。
青木真也は修斗のデビュー戦（対キース・ウィスニエフスキー戦）でスタンド状態のまま基本形の腋固を極めて対戦相手の腕を破壊して勝利。

### 片閂
片閂（かたかんぬき）は相手の前腕や手首を腋でとらえての腕挫腋固。基本形のような形でも右腋で相手の右手首をとらえ右脇腹で相手の右上腕部を抑えて右肘を捻っての腕挫腋固もある。
相手の左側からの後袈裟固から前方から相手の左手首を左腋の下で挟み、右脚を相手の腹の上を通して右足で相手の右横腰を抑え、左手を相手の左肘に当て、前腰、下腹を上げ、両者仰向けに横に並んで相手の左手首を下げる片閂もある。右足は相手の右内腿に掛けてもよい。右手で受の右襟を掴む場合もある。崩上四方固から入ることもある。
相手の右側からの崩袈裟固から右手で相手の左肩を抑え相手の右腕を左腋下での片閂もある。
相手の背後から両脚で相手の胴を挟み、相手の左腕を左腋下で挟む片閂もある。

#### 崩上四方緘

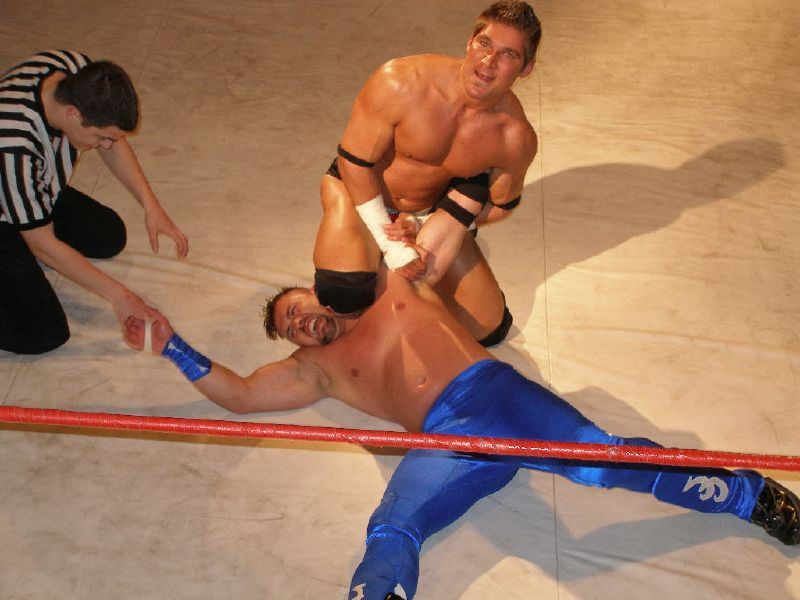
崩上四方緘を仕掛けるプロレスラーのアントニオ・トーマス。

崩上四方緘（くずれかみしほうがらみ）は仰向けの受の正面から受の右手首を腋の下に挟んで身体を後ろに反って受の右肘を極める片閂。受の片腕を抱えた崩上四方固から入ることが多い。

#### 閂固

イラストによる立ち姿勢での閂固。

閂固（かんぬきがため）は右腋で正対した相手の左手首をとらえ両腕を「フィギュア4」に組んでの片閂。別名片手閂（かたてかんぬき）。

#### 膝隅固
膝隅固（ひざすみがため）はガードポジションからの片閂。

#### 逆手首
逆手首（ぎゃくてくび）は右腋で正対した相手の左手首をとらえ両手を組んでの片閂。例えば立ち姿勢で受が取の右上腕付近の袖を左手で掴んでいるとき、右腕で受の左手首付近で螺旋状に外側から回し、受の前腕を取り囲む。この時、取の手首の内側は常に受の前腕にできるだけ密着させ、螺旋の径を大きくしないようにする。取の手首がほぼ胸の下を通るようにする。取の右前腕が受の前腕の下を通り過ぎたら、取は両手をインディアン・グリップに組み、右肘を体に密着させる。巻き上げ動作中、取はわずかに前傾する。受の左手首は取の右腋の下で、斜めではなく垂直にロックする。取の右手首は、受の左肘より低い位置におく。次に取は両手をなるべく高く保ち、強く反り返る。テコの原理と受の自重により受の左肘が極まる。

#### インサイド・ショルダー・ロック

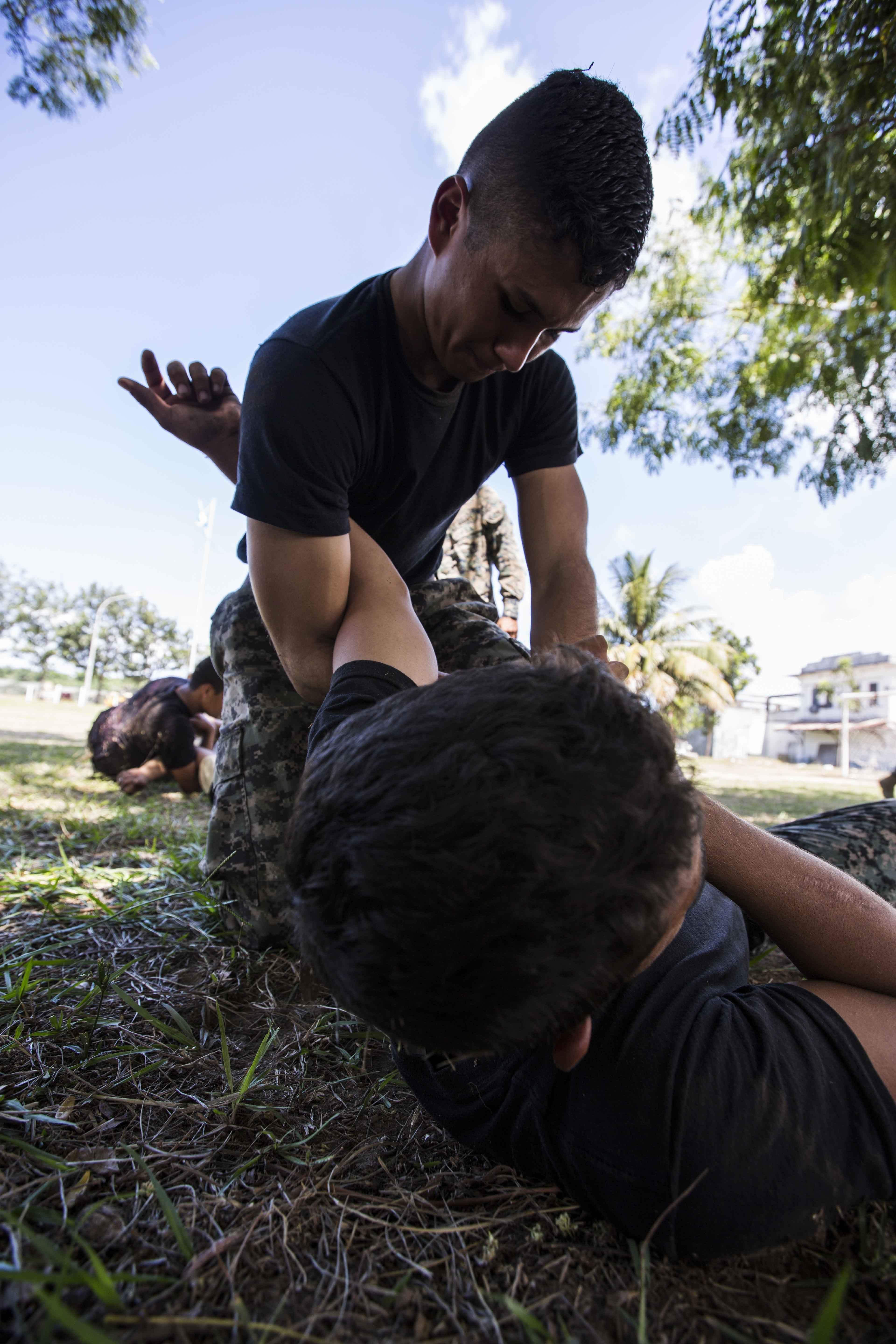
インサイド・ショルダー・ロックの実演。

インサイド・ショルダー・ロックは受の左手首を右腋で挟み右手首付近を受の左上腕肘付近に当て両手を組んで受の左腕を捻って極める片閂。両者膝立ちやガードポジションなどから極める。小室宏二はガードポジションから極めるのを得意としている。取が受の左側に頭上の向きを同じに両者、仰向けに並び、右足で受の右腰を抑えて極める場合もある。

#### グラウンド卍固め
グラウンド卍固め（グラウンドまんじがため）は両者がマットに寝ている状態で繰り出す卍固めであり片閂。1991年の書籍『実戦!サブミッション』はプロレスの卍固めはこの技の応用だとしている。四つんばいの相手に左脚での河津掛を仕掛け、両手で受の左腕を取り後ろに倒れ込みながら受を横転させ、受の左腕を右腋で抱え伸ばし、右脚を受の頭部に掛け、受の左肘を極める。プロレスでは河津落としからの連携で使用される場合も多い。オクタゴンなどが得意とするなど、メキシコマットでも使用される。日本ではジュニアヘビー級選手での使用者が多い（エル・サムライ、KENTAなど）。

#### 腕極め式卍固め
腕極め式卍固め（うできめしきまんじがため）は抱え込んでいる腕の肘関節の逆関節を取り、極める卍固めであり片閂。柴田勝頼が考案し、KENTAに寄贈した技。見た目は通常の卍固めとほぼ同じであるが、通常は相手の片腕を腋に抱え込むだけである。

#### 小手投げ
小手投げ（こてなげ）は片閂から相手を前方に投げる腕挫腋固。柔道では禁止技である。相手の襟をつかみながら両者、うつ伏せに倒れ込む小手投げは反則負けと国際柔道連盟試合審判規定には明記されている
。

### ラ・ミスティカ
ラ・ミスティカはプロレス技で人工衛星ヘッドシザーズの形で飛び付いた後に身体を旋回させて相手の左腕を空中で腋固に捕らえながら脚のロックを外して、さらに旋回してマットに叩きつけてから基本形に移行する腕挫腋固。 主な使い手はカリスティコ、ミスティコ（3代目）。元々の開発者はコマンド・ボリショイであり、メキシコ遠征時にタッグを組んだミスティコ（3代目）が見て覚えて使い始めた。

### 閂
閂（かんぬき）は相手の両腕を両腋で抱えての腕挫腋固。相撲の技。